# František Klika
František Klika (10. prosince 1896 Praha – 15. února 1956 Praha) byl český herec a divadelní režisér, autor dramatizace Haškových Osudů dobrého vojáka Švejka.

## Život
Narodil se v Praze, v rodině holičského pomocníka Antonína Kliky (*1870) a jeho manželky Karoliny, rozené Tomíčkové (*1872). Otec byl divadelní ochotník, ale nepřál si, aby se syn stal profesionálním hercem. Když zemřel, matka s jeho bratry odjeli do Ameriky s tím, že je Karel Klika bude následovat, až dostuduje průmyslovou školu. Když mu matka lodní lístek poslala, neuposlechl, lístek prodal a začal dráhu herce.
Celý život věnoval filmu a divadlu jako herec, režisér a divadelní ředitel. Významné bylo zejména jeho působení v Brně, od roku 1946 pracoval v Praze. Zemřel v Praze. Pohřben byl na Olšanských hřbitovech.
Byl členem Moravského kola spisovatelů.

## Dílo

### Divadlo

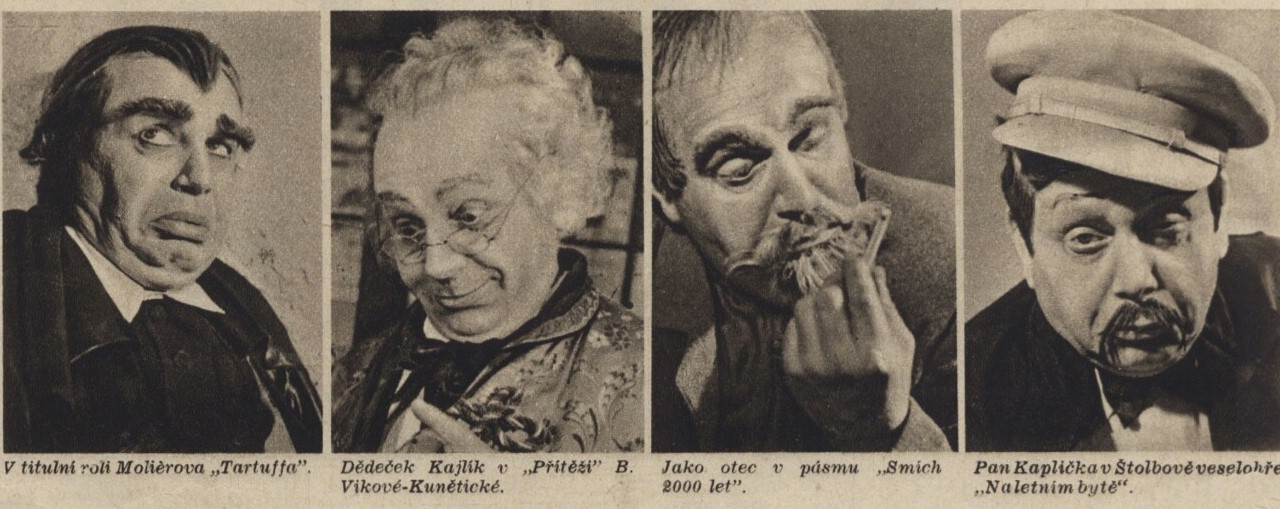
Příklady divadelních rolí Františka Kliky (Pestrý týden 1943)

Jako herec začínal ve společnosti Rudolfa Lince (pozdějšího ředitele Moravského oblastního divadla). Hrál v Národním divadle v Praze (1927) a v Zemském divadle v Brně (1924–1945). V roce 1943 uvedl časopis Pestrý týden, že za 25 let herecké dráhy vytvořil František Klika více než 200 významných rolí.
Ihned po válce převzal vedení českého divadla v Brně, které údajně opustil po neshodě s novým ředitelem E. F. Burianem. Poté se stal ředitelem Hanáckého divadla, ze kterého podle deníku Slovo národa odešel proto, že trval na nadstranickosti divadla a nechtěl vyhovět požadavkům komunistů. V letech 1946–1948 hrál v Činohře 5. května. Poté se v letech 1948–1951 stal hercem a režisérem Divadla státního filmu.
Ve vlastní úpravě, hrál hlavní roli (ve které vystupoval již před válkou) v Osudech dobrého vojáka Švejka v roce 1954 v pražské Alhambře.

### Filmografie – námět, scénář, režie
- Pražská švadlenka (1926, námět)
- Její princ (1927, námět)
- Strýček z Ameriky (1929, námět, scénář a režie)
- Vše pro lásku (1930, námět, scénář)

### Filmografie – herec
- Vše pro lásku (1930, Douglas Odkolek)
- Šťastnou cestu (1943)
- Tři knoflíky (1944, rada)
- Pancho se žení (1946, zástupce starosty)
- Mrtvý mezi živými (1946, přednosta)
- O ševci Matoušovi (1948, direktor Palm)
- Žízeň (1949, statkář Bervida)
- Veliká příležitost (1949, vězeň Čestmír Macháň a jeho bratr)
- Revoluční rok 1848 (1949, německý měšťan)
- Pan Habětín odchází (1949, německý ředitel Jännicke)
- Dnes o půl jedenácté (1949, obchodník Josef Matuška)
- Zvony z rákosu (1950, Fortunát Moc)
- Zocelení (1950, odborář)
- Poslední výstřel (1950, německý ředitel)
- Štika v rybníce (1951, zahradník Datel)
- DS 70 nevyjíždí (1951, stavitel Bohumil Vnuk)
- Únos (1952, Řezníček
- Mladá léta (1952, školní rada Veselík)
- Jestřáb kontra Hrdlička (1952, lichvář Jestřáb)
- Haškovy povídky ze starého mocnářství (1952, farář)
- Anna proletářka (1952, Jan Oliva)
- Komedianti (1953, policajt)
- Jan Hus (1954, hospodský na dvorku)
- Cirkus bude! (1954, muž na lochnesce)
- Trojí setkání (1955, statkář Outrata)
- Rudá záře nad Kladnem (1955, kupec)
- O Palečkovi (1955, TV inscenace)

### Knižní vydání (výběr)
- Jak vytvořím masku? (Brno, A. Píša, 1937 a 1845)
- Poupě z pivovarské zahrádky (Lidová hra se zpěvy; V Brně, nákladem vlastním, 1941)
- Osudy dobrého vojáka Švejka (veselé pásmo z nesmrtelného Haškova románu o čtrnácti obrazech; Praha, Československé divadelní a literární jednatelství,	1955 a Dilia 1957)